# Municipio de Perry (condado de Tuscarawas)
El municipio de Perry (en inglés: Perry Township) es un municipio ubicado en el condado de Tuscarawas en el estado estadounidense de Ohio. En el año 2010 tenía una población de 440 habitantes y una densidad poblacional de 6,6 personas por km².

## Geografía
El municipio de Perry se encuentra ubicado en las coordenadas 40°15′10″N 81°23′21″O / 40.25278, -81.38917. Según la Oficina del Censo de los Estados Unidos, el municipio tiene una superficie total de 66.66 km², de la cual 66,62 km² corresponden a tierra firme y (0,06 %) 0,04 km² es agua.

## Demografía
Según el censo de 2010, había 440 personas residiendo en el municipio de Perry. La densidad de población era de 6,6 hab./km². De los 440 habitantes, el municipio de Perry estaba compuesto por el 98,64 % blancos, el 0,45 % eran afroamericanos, el 0,23 % eran de otras razas y el 0,68 % eran de una mezcla de razas. Del total de la población el 0,91 % eran hispanos o latinos de cualquier raza.